# Алешко, Мария Ивановна
Мария Ивановна Алешко (в замужестве княгиня Чавчавадзе; 1 (13) апреля 1887, Харьков, Харьковская губерния, Российская империя — 22 декабря 1952, Тбилиси, Грузинская ССР, СССР) — русская оперная певица (сопрано). 

## Биография
Родилась 1 (13) апреля 1887 года (по другим данным в 1882 или 1884 году) в купеческой семье. С детских лет обучалась игре на фортепиано под руководством старшей сестры. В 1901—1905 годах обучалась пению в Киевском музыкальном училище в классе М. А. Петца. 
С 1904 года выступала на концертах (исполняла романсы А. Г. Рубинштейна и сольную партию в оратории Р. Шумана «Манфред»). В 1905 году дебютировала в партии Аиды в Санкт-Петербурге (Новый летний театр «Олимпия», антрепренёр А. А. Церетели), где была солисткой до 1907 года. Затем выступала в петербургской «Новой опере» (1907), Харькове (1907—1908, 1909—1911, 1914—1915), Одессе (1908—1909), Тифлисе (1911—1914, 1915—1927). Первая исполнительница в Харькове партии Наташи из «Русалки» А. С. Даргомыжского. 
Муж — князь Захарий Арчилович Чавчавадзе (1877—1957), сын генерал-майора А. Г. Чавчавадзе.

## Творчество
Обладала ровным, глубоким голосом, отличалась эмоциональностью исполнения и драматическим талантом. Исполняла партии на русском, украинском и грузинском языках.
Среди её сценических партнеров были И. А. Алчевский, Г. А. Боссе, М. В. Бочаров, Е. В. Де-Вос-Соболева, Л. М. Клементьев, М. К. Максаков, Е. Г. Ольховский, Н. И. Сперанский, Т. Руффо, Н. Н. Фигнер, Ф. И. Шаляпин. Пела под управлением Е. Д. Эспозито, Э. А. Купера, А. Э. Маргуляна, В. И. Сука, Л. П. Штейнберга. Выступала с сольными концертами. В камерном репертуаре произведения И. С. Баха, Г. Ф. Генделя, Л. Бетховена. Пропагандировала произведения народных композиторов Н. В. Лысенко, П. П. Сокальского, Я. С. Степового, Г. А. Алчевского, исполняла русские и украинские народные песни. Её искусство высоко ценили М. Г. Квалиашвили и Е. Г. Ольховский.

### Избранные оперные партии
- Тамара («Демон» А. Г. Рубинштейна)
- Наташа («Русалка» А. С. Даргомыжского)
- Марина Мнишек и Фёдор («Борис Годунов» М. П. Мусоргского)
- Лиза («Пиковая дама» П. И. Чайковского)
- Мария («Мазепа» П. И. Чайковского)
- Жанна д’Арк («Орлеанская дева» П. И. Чайковского)
- Аида («Аида» Дж. Верди)
- Леонора («Трубадур» Дж. Верди)
- Поппея («Агриппина» Г. Ф. Генделя)
- Флория Тоска («Тоска» Дж. Пуччини)
- Селика («Африканка» Дж. Мейербера)
- Валентина («Гугеноты» Дж. Мейербера)
- Рахиль («Жидовка» Ф. Галеви)
- Маргарита («Фауст» Ш. Ф. Гуно)
- Маргарита и Елена («Мефистофель» А. Бойто)
- Сантуцца («Сельская честь» П. Масканьи)
- Елизавета («Тангейзер» Р. Вагнера)

### Дискография
Записывалась на грампластинки в Санкт-Петербурге («Граммофон», 1908), Вильно («Зонофон», 1912). Среди записанных произведений песня Оксаны «Луне ясной» («Запорожец за Дунаем» С. С. Гулака-Артемовского), дуэт «Когда разводятся двое» Н. В. Лысенко (с Ю. Н. Чехметьевой), арии из опер П. И. Чайковского, Дж. Верди и Дж. Мейербера.